# 陈永贵
陈永贵（1914年—1986年3月26日），中國山西昔阳大寨人，农民，中国共产党、中华人民共和国政治人物，原副国级领导人。属于半文盲，曾担任中共中央政治局委员、中华人民共和国国务院副总理，兼山西省革命委员会副主任、中共晋中地委书记、中共昔阳县委书记、大寨大队党支部委员。
1960年代初，毛泽东号召全国要“工业学大庆、农业学大寨”。而陈永贵在文化大革命期间进一步得到毛的肯定，逐渐进入中共中央领导层，最终成为副国级的党和国家领导人。据山西省昔阳县官方资料记载，1967年至1979年，陈永贵在昔阳县掌权的13年中，全县共完成农田水利基本建设工程9,330处，新增改造耕地9.8万亩，因此而死伤农民1,040人，其中死亡310人；在此期间，全县粮食产量增长1.89倍，但虚报产量为2.7亿斤、占实际产量的26％。
邓小平等人实行拨乱反正、改革开放后，1980年9月，陈永贵被迫辞职，之后在北京东郊农场担任顾问。1986年，陈永贵因癌症在北京逝世，享年71岁。

## 早年生活
据映泉著、长江文艺出版社出版《陈永贵传》第4页记载：“不少人说他生于1914年。早几个月也罢，迟几个月也罢，原本与我们探究他的一生并无多大影响。问题在于，他于自己的出生年月也从没有弄清楚过，不知是出生在头一年冬，还是第二年春。……按照农历，他给自己定为正月初一，那是一个好日子。这是苦人图的吉利。”1915年的正月初一，就是阳历的2月14日。
陈永贵出身贫农，6岁时随父迁居大寨；不久，陈父自缢身亡，陈寄居在一寡妇家中靠当长工为生。
陈永贵从未受过正规教育，属于半文盲。早在抗日战争期间，共产党队伍和侵华日军在昔阳拉锯。1942年，日本当局强迫村民建立维持会以压制共产党游击队活动，他被推选为大寨村日组织“维持会”代表，后加入组织“兴亚会”。1943年，陈永贵被关进“留置场”一年，几乎丢了性命；出来后便辞了职。
日本投降之后，昔阳全县掀起了反奸复仇、清算血债的群众运动。陈永贵受到共产党方面的拘留，最后定为“一般历史问题”。张怀英在《陈永贵入党》一文中介绍，自己任昔阳县一区区委书记时，经调查认为陈永贵为党的特勤，通过化名为老曹的地下工作人员为八路军送情报。

## 政治生涯

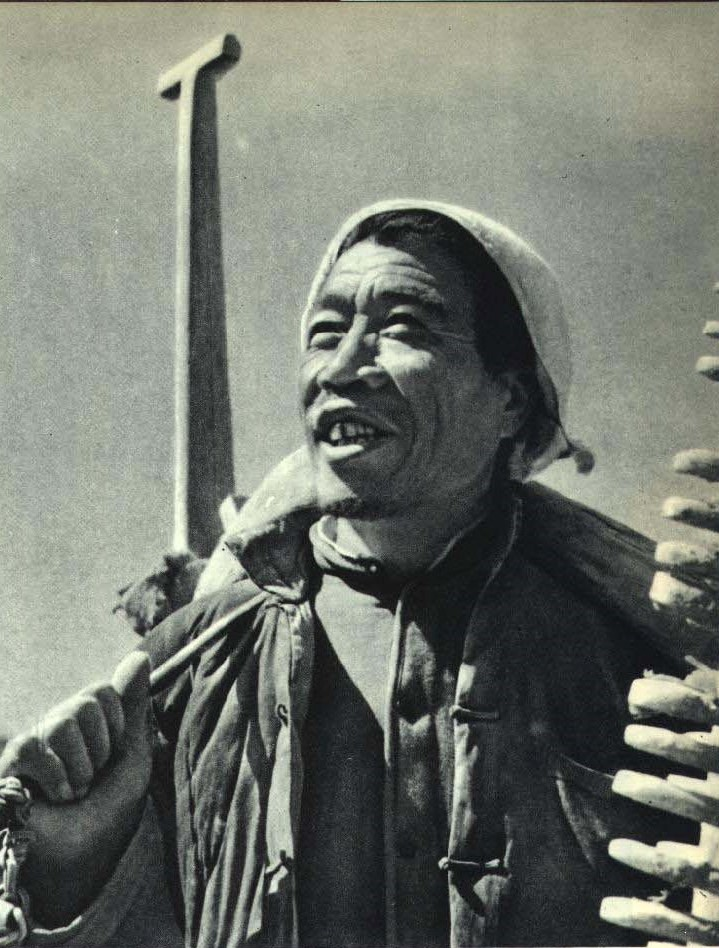
1963年的陈永贵

### 建国初期
在土改运动中，陈永贵以“受压迫者”身份带领大寨的贫雇农分掉了地主的土地。1948年，陈永贵加入了中国共产党。
1952年，陈永贵接替“主动让贤”的原书记贾进才出任中国共产党山西省昔阳县大寨大队支部书记，在环境非常恶劣的、被石山包围的大寨村，他带领农民制定了改造大自然的规划。他们凭着扁担、箩筐、锄头、铁镐，在土石山上开沟造地，平整田地，蓄水保粮，抗旱防涝，用秸杆还田，增施农家肥，改良了土壤，使粮食产量逐年上升。1952年亩产237斤，1962年增至亩产774斤。

### 农业学大寨
1963年8月，大寨遭受特大暴雨，冲垮100条大石坝，颗粒无收的耕地180亩，冲塌了113孔窑洞，倒塌房屋77间。灾情十分严重，但大寨人没有气馁，他们不要国家救济款、救济粮、救济物质，自力更生，艰苦奋斗，仅用一年时间就医治了这场毁灭性的灾害。大寨大队正确处理国家、集体和个人的关系，在逐渐改善社员生活的同时，向国家交售粮食175万斤（每户平均2000斤）。他的事迹被中央政府肯定，毛泽东号召全国要“工业学大庆、农业学大寨”，因此成为全国的榜样。

### 文化大革命前期

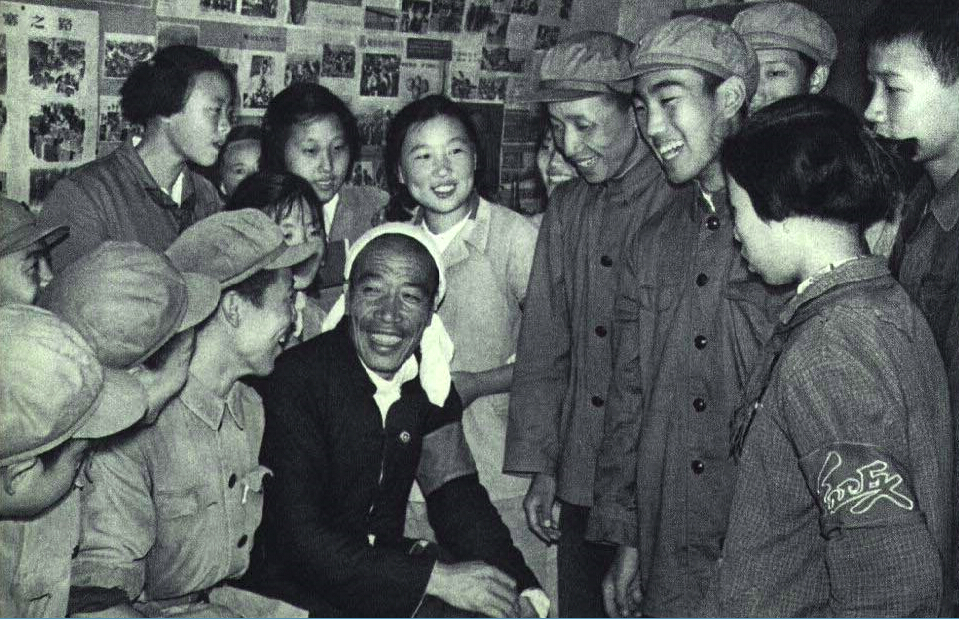
1966年的红卫兵与陈永贵

1967年，文化大革命开始后，山西的造反派向中共山西省委、山西省人民委员会夺权，周恩来接见陈永贵时授意“你们也可以组织自己的红卫兵嘛”。于是陈永贵同已经被打倒的原中共山西省委书记刘格平等人组织自己的造反组织，名为“总站派”，为夺取山西政权同另一派“兵团派”展开大规模武斗。1969年，陈永贵被选为中国共产党第九次全国代表大会代表、中共中央委员会委员，开始进入中央政治领导层。
1972年，时任山西一把手的军队代表谢振华，利用周恩来主导的反对“左”倾的运动，要求将核算权从生产大队降到生产队；陈永贵坚决反对，坚持在昔阳县反右倾，得到毛泽东的支持，谢振华被调离山西。另外，谢振华一直想以陈永贵的“兴亚会”历史问题为借口，把陈永贵整下去；谢被调离山西，他整治陈的打算也就无从实施。1973年，在中国共产党第十次全国代表大会（中共十大）上，为了弥补林彪等人遗留的空缺，陈永贵等人被选为中共中央政治局委员，成为了副国级“党和国家领导人”。
有人认为，陈永贵的上升，是毛泽东要实现中华人民共和国成为名副其实的工农联盟国家的“乌托邦”思想结果。与陈永贵同时期在政治上上升的还有工人吴桂贤、孙健。

### 文化大革命后期
1973年的春天，昔阳地方连续乾旱，生产形势不乐观。
陈永贵发动全民总动员，中小学生停课，男女老少走山路，挑井水上田，以保证春耕播种，当时被称为「天大旱，人大干，千里百担一亩苗」。实际上，昔阳县共有耕地40万亩，人工挑水的做法，并不能完成那么大规模的下苗任务。昔阳县委提出放弃一半，保住另一半20万亩地的建议，被陈永贵否决。
干旱40来天后，当地降雨，顺利渡过难关。陈永贵在之后给农林部和北京市委举办的报告会上，对外公开宣称73年是「没见过的大旱，没见过的大干」，并预言秋天会有「没见过的大丰收」
而且「全县粮食总产量会超过历史最高水平」。这个话在后来的宣传中，很快作为先进典型传遍了全国。
1973年的秋天，长达一个月的阴雨天气，使得昔阳全县粮食歉收。陈永贵此时，已在8月底的中共十大会议上，成为了中共中央政治局委员。为了抵消此事在政治上的影响，山西地方配合上级指示，各级单位层层多报谎报。1973年的实际粮食产量为1.39亿斤，上报最后调整到2.39亿斤，比实际产量多报了1亿斤，并且是按此数目，上纳给粮食厅，直接影响了当地的畜牧饲料、人均口粮、后续生产等。
由于当时的政治风气，大寨作为全国样板，政治上不能减产，于是第二年也就是1974年，只能以73年的账目为基础，继续虚报，这样的情况一直持续到了1977年。根据新华社报道，山西省统计局的核算，昔阳县自1973年到1977年的五年间，共虚报了粮食产量2.7亿多斤，比这五年实际粮食产量多报了近24％，这也为陈日后的倒台埋下伏笔。

### 国务院副总理
1975年1月，在中国共产党中央委员会主席毛泽东的主持下，陈永贵被选为国务院副总理，并史无前例地从上到下同时担任山西省革命委员会副主任、中共晋中地委书记兼昔阳县委书记兼大寨大队党支部委员。当时副总理的工资为每月400多元，并且无论在哪里视察，都得按照规定自缴饭费和粮票。陈永贵不领工资，只挣在大寨的工分，无法承担伙食费，所以政府另行补助他每月120元“生活补贴”。
他请求在工作期间以1/3时间到全国调查、1/3时间回大寨务农、剩余1/3时间留在中央工作，受到毛泽东的批准和肯定。他负责中国农业，但无明显建树。他在调查期间，被认为仅以自己的经验为准。如到甘肃看到到处是黄土，就批评甘肃的农业（甘肃和缺土的大寨不同，黄土高原有的是土但缺乏水）。他又实行“左”的路线，他在全国实行“割资本主义尾巴”：取消自留地，生产核算权放在大队一级等。
据山西省昔阳县的官方资料记载，1967年至1979年，陈永贵在昔阳县掌权的13年中，全县共完成农田水利基本建设工程9,330处，新增改造耕地9.8万亩，因此而死伤农民1,040人，其中死亡310人。

### 辞职下台

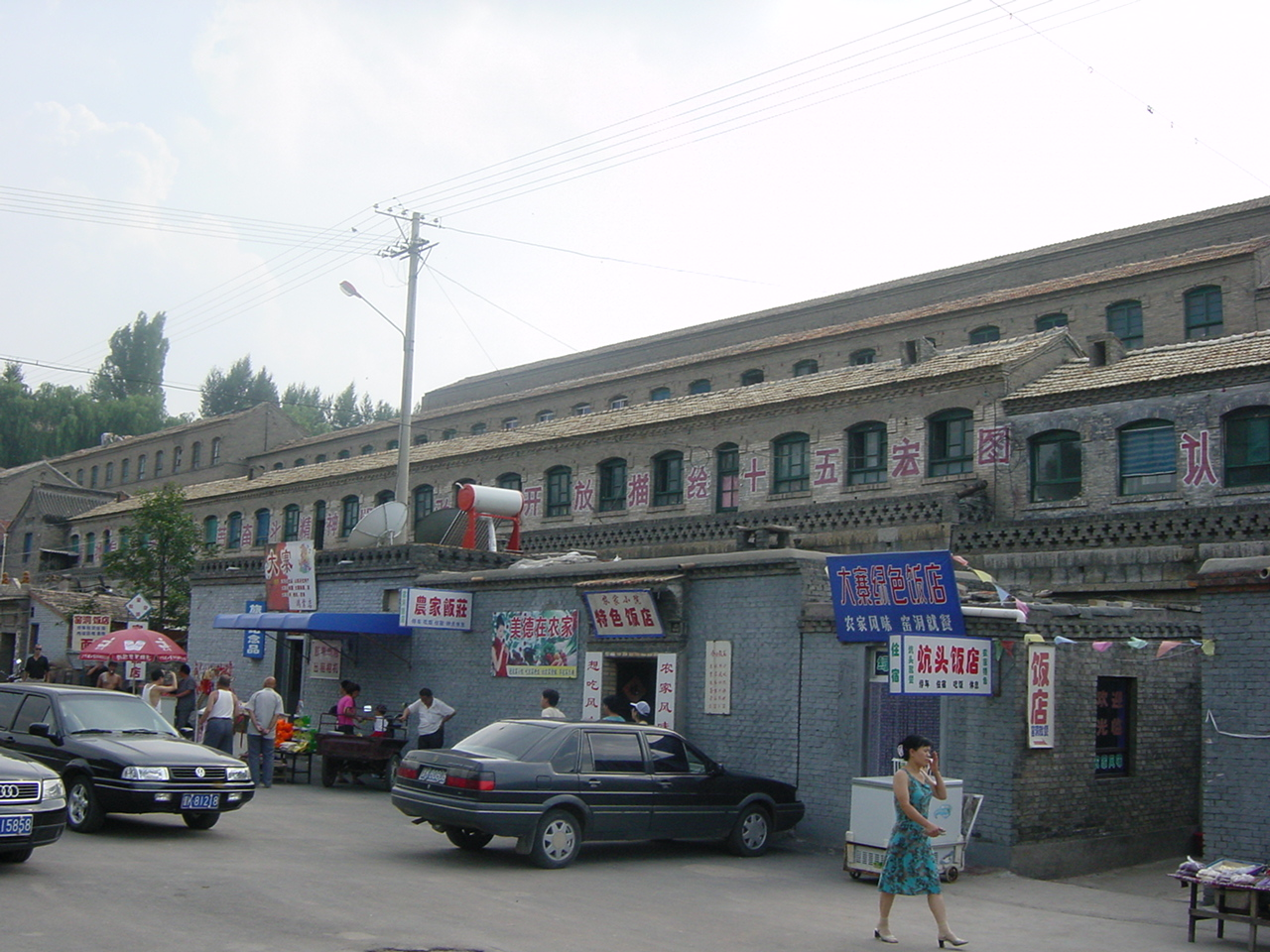
现在(2005年)的大寨村

1970年代末至1980年代初，邓小平主导实行了拨乱反正、改革开放后，陈永贵的路线都被取消。但他对新政策十分抵触，拒不在大寨下放自留地，也没有奉命执行“实践是检验真理的唯一标准”的讨论。陈于1980年9月被迫辞去国务院副总理一职，并且在中共十二届一中全会后卸任中共中央政治局委员。之后在北京东郊农场担任顾问。他极力反对邓小平的改革开放政策，也批评邓並为四人帮辩护，有消息称其下台后思想有所转变。

## 出国访问
陈永贵生平3次出国访问，1966年访问阿尔巴尼亚，1975年访问墨西哥，1977年访问柬埔寨。

## 家族情况
原配李虎妮（1926－1965），1941年结婚，1965年病逝。生下一子陈明珠，陈明花为养女。在李虎妮病逝一年后与宋玉林（1927－2018）结婚，生有一子陈明亮，陈明善为宋与前夫王金魁所生。
- 长子陈明珠，昔阳县委宣传部部长，父亲失势后遭举发[26]，代父撰写辞职申请。明珠生于1943年，今已过世。
- 二子陈明善，在陕西当工程兵，后于昔阳县电业局工作。
- 养女陈明花，昔阳县公安局职员，负责档案管理。
- 幼子陈明亮，毕业于北京师范学院，澳大利亚成功商务集团董事和广东东莞新中食品有限公司的集团主席。1998年移居澳大利亚。
  - 孙辈7人。孙女陈春梅，毕业于山西大学，研究生学历。最高人民法院督察局副局长。著有《我的爷爷陈永贵》。

## 逝世情况

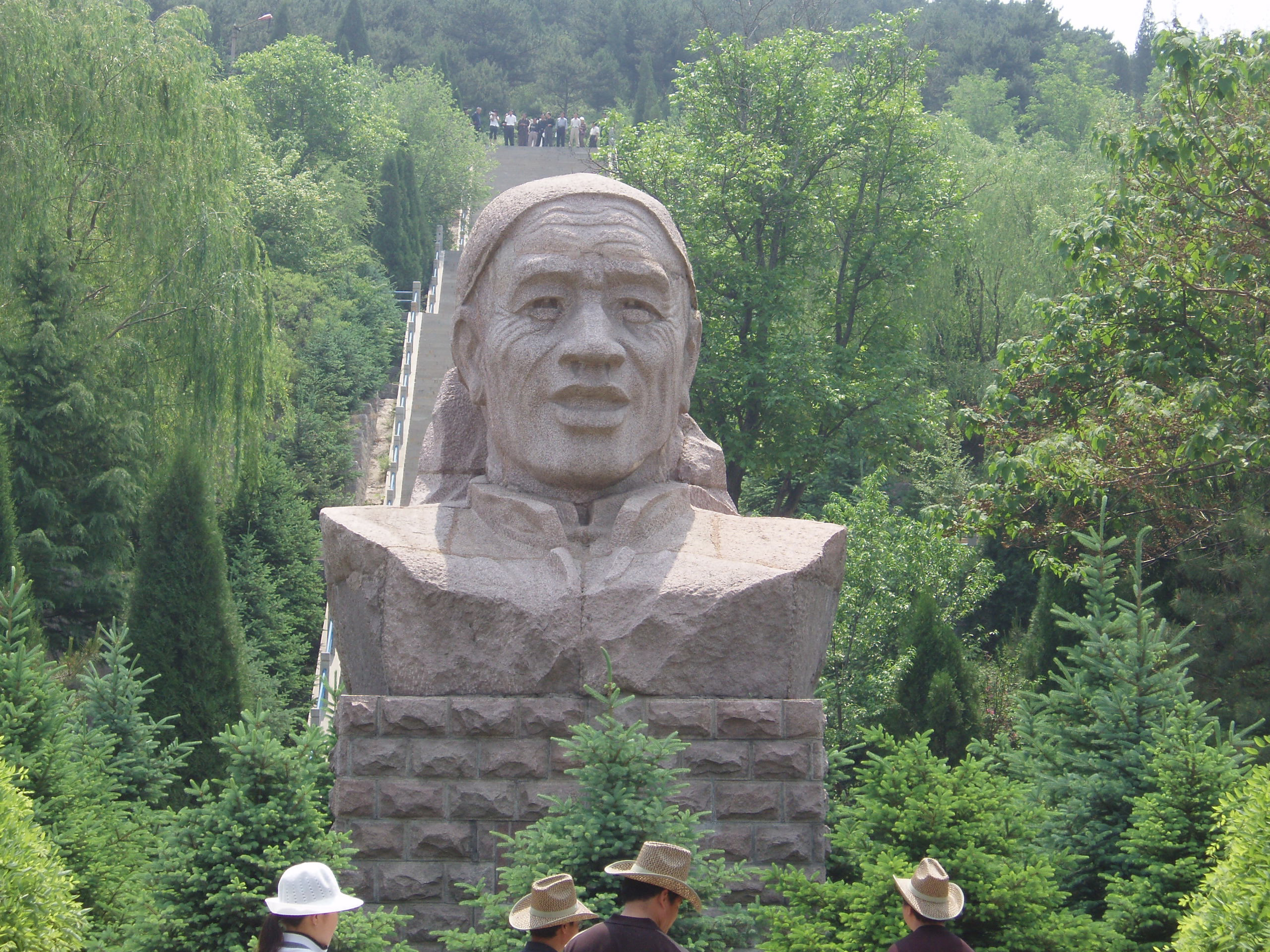
大寨人在陈永贵墓前立的石像

陈永贵于1986年3月26日在北京因肺癌去世，享年71岁。按其遗嘱，骨灰安放回大寨。

### 陵园
位于山西省昔阳县大寨虎头山。陈永贵5米多高雕像的前面，是大寨展览馆和大寨虎头山故居。陈永贵雕像的后面，是陈永贵墓。陈永贵墓共4层台地，228级青石台级，前有墓碑，上书“陈永贵之墓”，碑阴镌刻陈永贵传略。碑后建墓冢，圆形平顶，高1.5米，上饰一桃形石墩。
陵园仿照南京中山陵的风格，台阶分三组：一组三十八阶寓意陈永贵的党龄，一组七十二阶寓意陈永贵年龄，一组八阶寓意陈永贵在中共中央工作年限，墓地两旁梯田式的花坛内。

## 争议
- 2007年9月号《共产党员》杂志发表的顾育豹文章《邓小平应对陈永贵时的深层考量》援引"中组部同志"的说法指出，在邓小平复出前夕，陈永贵曾多次对华国锋说：“华主席，你可千万不能把邓小平解放出来，他要解放出来，人家会说我们是毛主席的叛徒，是背叛了毛主席事业的。再说，邓小平出来了，能把你放在眼里吗？”[27][28][29][30]1980年1月，陈永贵对邓小平说：“小平同志，这些日子你天天开会，不断提出一个又一个新点子，我有点接受不了。我想问一下，你究竟还执行不执行毛主席的革命路线？究竟还要不要高举毛泽东思想的伟大旗帜？毛主席无产阶级专政下的继续革命的理论还算数不算数？”而邓小平则回应陈永贵：“你以为现在还是‘四人帮’在台上的时候吗？提的问题这样可笑，简直像三岁的孩子那样的幼稚。在中国共产党的历史上，我是最有资格讲这种话的人。什么是毛泽东思想，我最有发言权。你才加入共产党有多久呢？永贵同志，我希望你还是按照一个共产党员的标准，首先检查一下自己吧。”[27][29]
- 1977年9月，柬埔寨共产党总书记、红色高棉最高领导人波尔布特访华，专程前往山西省参观了陈永贵领导的大寨人民公社[31][32]。1977年12月，时任中共中央政治局委员、国务院副总理的陈永贵回访了红色高棉共产主义政权统治下的柬埔寨，波尔布特陪同陈永贵到首都金边之外的地方访问[31][33]。陈永贵认为，“马列、毛主席还没实现的共产主义，人家柬埔寨实现了”[31][34][35]。虽然陈永贵也看出一些问题，但他认为新事物总有不完善之处，只要不断总结经验教训，缺点以至错误总会得到纠正[31]。而事实上，1975年至1979年初，由于激进推行共产主义，红色高棉大屠杀造成了约200万人的非正常死亡、约占柬埔寨总人口的四分之一，其中华人死亡20至30万[36][37][38][39]。
- 1979年，胡耀邦批评陈永贵的大寨农田建设是“劳民伤财”，而陈永贵后来辱骂胡耀邦为“狗日的”、“胡乱邦”[40][41][42]。
- 1988年，中共中央领导人王震曾经表示，是陈永贵提出“割资本主义尾巴”，而此前毛泽东表示反对陈的说法[43]。
- 2008年，新华社出版的《抹不掉的记忆：共和国重大事件纪实》中认为，陈永贵“骄傲自满狂妄自大起来，竟把自己看成是8亿农民的首领。在他的眼里，除了毛泽东、周恩来，几乎谁也不在话下。他批过邓小平，骂过胡耀邦，至于一般干部，谁不合他的心意就整谁。”[1][6] 其中提到[1][6]：1968年冬天，陈永贵认为新华社报道大寨不够有力。当时新华社军管小组领导一听慌了神，赶紧把他请到新华社征求意见，并请他给总社全社人员作报告。陈永贵也毫不客气，在全社大会上趾高气扬，大吹一气；同时，无中生有，捕风捉影地把记者大骂一通：说某某摄影记者拿着“铁姑娘”队长的照片找对象；某某记者嫌大寨招待所的饭不好吃，出去下饭馆；某某记者整大寨的“黑材料”等等，批、骂了一个多小时。最后要求新华社总社直接组织强有力的记者组去大寨。
- 2009年，对于陈永贵的大寨农业模式，9月3日凤凰卫视《腾飞中国》节目认为[44]：全国学大寨并没有提高农村的生产力，而在南方却因为在山上大规模地开垦大寨式的梯田，严重破坏了生态环境。继1958年“大炼钢铁”生产运动以后，又一次人为地制造了生态危机，在文革极左思潮的影响之下，工业学大庆，农业学大寨，最终演变成闹剧和灾难，给中国的工农业生产和环境都带来了巨大的损失。大庆艰苦奋斗的精神很可贵，然而在60年代片面强调思想意识的主观能动性，将民众正当的物质生活需求视为洪水猛兽，最终使中国的社会走向经济濒临崩溃，人民生活水平低下的绝境。

## 著作和传记
著作
- 《陈永贵同志报告》在农林部、北京市委联合举办的报告会上，1974北京人民出版社
- 《谈谈农业学大寨运动》，陈永贵1975农村读物出版社

传记
- 《我的爷爷陈永贵：从农民到国务院副总理》，陈春梅2008作家出版社
- 《扎白毛巾的副总理陈永贵》，秦怀录1993当代中国出版社
- 《陈永贵传》，李静萍2009当代中国出版社

## 影视形象
在2014年8月8日8时开播的电视剧《历史转折中的邓小平》中首次出现陈永贵作为中共中央政治局委员的形象。